# پرتونهال سلطان
پرتونهال سلطان (حدود ۱۸۱۲ – ۵ فوریه ۱۸۸۳) همسر دوم محمود دوم و والده سلطان عبدالعزیز یکم بود.